# Notropis amecae
Notropis amecae és una espècie de peix extinta de la família dels ciprínids i de l'ordre dels cipriniformes.

## Morfologia
Els mascles podien assolir els 4,1 cm de longitud total.

## Distribució geogràfica
Es trobava a Mèxic.